# Favicon

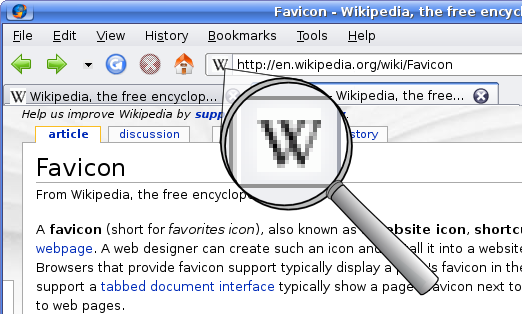
Zvětšená favikona Wikipedie v prohlížeči pro KDE

Favicon (též favicon.ico) je nejčastěji ikona o velikosti 16x16 nebo 32x32 px umístěná v kořenovém adresáři webu pod názvem favicon.ico. Pro mobilní zařízení s vysokým rozlišením vznikly nové doporučené rozměry, například 180x180 nebo 120x120px. Favikona se nejčastěji zobrazuje v adresním řádku, na panelu se stránkou, v nabídce záložek/oblíbených či mezi aplikacemi na displeji mobilního zařízení. Starší Internet Explorer zobrazoval ikonu pouze u stránek uložených do záložek.

## Odkazování na favikonu ze souboru
V hlavičce HTML souboru může být obsažen následující kód:
```
<link rel="shortcut icon" href="http://example.com/image.ico" />
```

Kvůli tomu, že parametr rel má obsahovat seznam hodnot oddělených mezerami byla standardizována verze s rel="icon":
```
<link rel="icon" type="image/vnd.microsoft.icon" href="http://example.com/image.ico" />

<link rel="icon" type="image/png" href="http://example.com/image.png" />

<link rel="icon" type="image/gif" href="http://example.com/image.gif" />
```